# Apák könyve
Az Apák könyve Vámos Miklós regénye, mely a XX. századi kortárs magyar próza kiemelkedő alkotásai közé tartozik. Vámos Miklós ezt a regényét addigi pályafutása legnagyobb sikereként tartja számon, nyilatkozta egy 2008-as interjúban.
Olyan regényt akartam létrehozni, mely után akár hosszabb időre is letehetem a tollat. Ezzel a könyvvel búcsúzom a huszadik századtól, föltehetően életem nagyobbik felétől. "S ha a Lehetetlent nem tudtuk lebírni, Volt egy szent szándékunk: gyönyörűket írni." Az Apák könyve családregény. Tizenkét nemzedékről szól, legfőképp azoknak elsőszülötteiről, háromszáz évnyi utazás a magyar térben és időben, a magyar történelemben és sorsban, valamint a magyar nyelvben is, hiszen az 1700-as években kezdődő história nyelve valamelyest igazodik a cselekmény zsinórjához, azaz fokozatosan fiatalodik. Fáj most, hogy e regény számomra bevégződött, úgy érzem, több már nem az enyém. Nem baj. Ha szerencsém van, az Olvasóké lesz – s marad. Ajánlom az Apák könyvét az édesapáknak. Meg a fiaiknak. Meg a hozzájuk gyöngéd vagy rokoni szállal kötődő asszonyoknak és lányoknak. 

## Keletkezésének története
Vámos Miklós eredetileg az édesapjáról szeretett volna írni egy könyvet, akit nem állt módjában alaposan megismerni, hiszen az édesapja az író 19 éves korában meghalt. Ekkor döbbent rá, hogy mennyire nem ismeri saját családjának történetét. Családfakutatásba kezdett, de elakadt a XIX. század közepén, ezért úgy döntött, hogy korabeli dokumentumokból és kortárs írók műveiből meríti ismereteit. Hatalmas művészi feladat előtt állt, mert a tizenkét generáció történetét átölelő műnek a korok nyelvezetét is be kellett mutatnia. Az egyes részek az adott kor nyelvén íródtak, korhű dialógusokkal, stilizált írói részekkel, az író szavaival élve "antikoltan". Mivel a saját édesapjáról nem tudott úgy írni, ahogy szeretett volna, ezért valamennyi magyar apáról akart írni. Végül tizenkét fejezetben dolgozta fel a család elsőszülött fiának élettörténetét. Vámos előtanulmányként minden fejezethez több, mint húsz, a regény idején játszódó könyvet elolvasott. Ezek között szerepeltek Pázmány Péter művei, Bethlen Gábor önéletírása, Móricz Zsigmond regényei.

## A regény műfaja
Műfaja családregény, tizenkét nemzedék elsőszülött fiairól szól. A cselekmény középpontjában egy zsidó család több generáción átívelő története áll. Vámos egy belső látású korrajzon belül ábrázolja, hogyan éli át egy magyarországi zsidó család az elmúlt három évszázad minden nyűgét és terhét, milyen tapasztalatot szereznek, és adnak át a fiak az apák könyvében rögzítve.

## A mű felépítése
A háromszáz évet átölelő história első epizódja 1705-ben kezdődik a Rákóczi-szabadságharc korában, az utolsó az 1999. évi napfogyatkozás napjaiban zárul le. Ebben a keretben meséli el az író a Csillag / Stern família történetét, különös tekintettel a szereplők magánéletének fejleményeire.

## Kiadások

### Magyar nyelven
- Apák könyve, Ab Ovo Kiadó, Budapest, 2000. Illusztrátor: Szurcsik József, ISBN 9637853936
- Apák könyve, Európa Könyvkiadó, Budapest, 2011. ISBN 9789630791663

### Idegen nyelven
- Buch der Väter,[2] Random House btb Verlag, Németország, Berlin, (2004), fordító: Zeltner Ernő.
- Il Libro dei Padri Einaudi kiadó, Olaszország,  (2006), Január, fordító: Bruno Ventavoli.
- The Book of Fathers, Little Brown kiadó, Anglia, (2006), Augusztus, fordító: Peter Sherwood.
- Knjiga očeva, Laguna könyvkiadó, Szerbia, (2006), fordító: Ignjatovic Tóth Mária.
- Le Livre Des Peres, Denoël kiadó, Franciaország, (2007), fordító:  Joëlle Dufeuilly.
- Księga ojców[halott link], Albatros könyvkiadó, Lengyelország, Varsó, (2008), fordító: Sobolewska Elżbieta.
- Het Boek der vaders, Contact könyvkiadó, Hollandia, (2008), fordító: Frans van Nes.
- Book of Fathers, Other Press, USA, 2009. Október, Fordító:Peter Sherwood, 978-1-59051-339-2

## Forrásjegyzék
- Az Apák könyve Vámos Miklós honlapján